# Пётр Веронский
Пётр Веронский, или Святой Пётр-Мученик (лат. Petrus Martyr — Пётр-Мученик; 1206 — 6 апреля 1252) — католический монах, доминиканский проповедник, инквизитор Ломбардии. Святой Католической церкви.

## Жизнеописание
Родился в Вероне, родители Петра были приверженцами катаров. Окончил Болонский университет, монашеский постриг принял от святого Доминика. Пётр был ревностным католиком, боролся с ересями, что обеспечило ему стремительную карьеру:
- в 1232 году он стал папским послом в Милане;
- в 1240 году — приором в Асти;
- в 1241 году — приором в Пьяченца;
- в 1251 году — папским послом в Кремоне и в том же году приором в Комо и папским инквизитором в Комо и в Милане.

6 апреля 1252 года Пётр был убит в лесу под Барлассино по дороге из Комо в Милан, по официальной версии — катарами (будущим доминиканским монахом Карино из Бальзамо). 9 марта 1253 года папа Иннокентий IV канонизировал Петра. Для устрашения еретиков он издал буллу Ad extirpanda. Гробница святого мученика находится в миланской церкви Сант-Эусторджо.

## В искусстве
- Картина Джованни Беллини «Убийство святого Петра Мученика». Ок. 1507
- Утраченный алтарный образ работы Тициана «Смерть святого Петра Мученика». 1528—1530